# Manuel Raquel
«Manuel Raquel» es una canción de la banda española de pop Tam Tam Go!, publicada en 1988 y que forma parte de su primer álbum, Spanish Shuffle.

## Descripción
Se trata del único tema en castellano del álbum. Con letra del cineasta Ricardo Franco, aborda un tema especialmente sensible y tabú en la España de la época como es el de la transexualidad y la lucha por la supervivencia en un ambiente hostil, que desemboca en un final trágico.

## Versiones
En el mismo álbum se incluye una versión en inglés de la canción titulada Lawrence's Heart is Weak, ya sin participación de Franco. En este caso, la letra alude a un hombre frágil, necesitado de protección y con triste final.